# Ільїнське (Богдановицький міський округ)
Ільї́нське (рос. Ильинское) — село у складі Богдановицького міського округу Свердловської області.
Населення — 780 осіб (2010, 949 у 2002).
Національний склад станом на 2002 рік: росіяни — 94 %.
Раніше існувало 2 населених пункти — Ільїнське та Москвино.